# الأخلاقوري
الأخلاقوري هو الشخص الذي يحاول الجمع بين أخلاقيات استهلاك الطعام والميل إلى الإبيقوريون، أي الاهتمام بأخلاقيات تناول الطعام دون حرمان النفس من متعة التذوق. ويُراعي في هذا النهج تأثير طريقة إنتاج الطعام واستهلاكه على البيئة فضلاً عن التفاته إلى جودة الحياة التي تعيشها الحيوانات المشاركة في إنتاج ما يستهلكه الإنسان.
ويتعهد الأخلاقوريون بالوصول بالنفايات إلى أقل حد وبـتدوير النفايات وبالاستخدام الرشيد للموارد (الطاقة والمياه وما إلى ذلك).

## التعريف
تستخدم كلمة أخلاقوري (Ethicurean) (تتناغم صوتيًا مع كلمة إبيقوري التي تقاربها في المعنى) اسمًا وصفة.
وعندما تقع صفة، فإنها تشير إلى الأشياء اللذيذة التي تتصف في الوقت ذاته بأنها دائمة أو عضوية أو محلية أو أخلاقية — أي طعام فريد باختصار.
وعندما تقع اسمًا، فإنها تعني الشخص الذي يسعى إلى الغذاء الأخلاقوري، ويتبع النهج الأخلاقوري في طعامه.
وظهر هذا المصطلح في مدونة مجموعة الأخلاقوريين، وكان هذا بالتزامن مع إعلان مدونة هذه المجموعة عن وجود هذا المنهج في مايو عام 2006.

## الشواغل الأخلاقية
هناك نقاش جاد حول الحمية الأخلاقورية. وفيما يلي قائمة غير مكتملة ومتناقضة في بعض الأحيان بالاعتبارات المتعلقة بالطعام الذي ينبغي تناوله. فعلى سبيل المثال، قد تحتوي سلع التجارة العادلة على كثير من أسفار الغذاء، ولكن تُعوّض المسافات المقطوعة بدفع سعر معتدل للمنتجين.
- الاستدامة في الإنتاج والتعبئة والنقل.
- المنتجات العضوية.
- المنتجات الواردة من مصادر محلية، مثل السلع التي ترد من سوق المزارعين أو المنتجين المحليين، مع التركيز على الأغذية العضوية.
- السلع ذات مسافة أسفار غذاء أقل من التأثيرات البيئية.
- اللحوم والمنتجات الحيوانية (البيض والحليب وغيرها) في المراعي الحرة، مع مراعاة ما إذا كان هناك من يرعى الحيوانات أو كانت فقط تترك في نطاق ضيق من الهواء الطلق.
- منتجات التجارة العادلة المنتجات، حيث يدفع للمنتجين في الدول النامية أسعارًا معتدلة مقابل منتجاتهم.
- نباتات الكلأ، بما في ذلك العلف الحضري وغير الحضري
- الطرائد البرية القانونية، التي يصطادها الإنسان
- السمك الذي يتم صيده بالطرق المستدامة
- الأطعمة التي تخرج من الحدائق الخاصة
- التوعية من النفايات الناجمة عن إنتاج الغذاء وتعبئته وتغليفه
- الأطعمة اللذيذة

## الإثيكوريان (الأخلاقوري)
الإثيكوريان هو اسم مقهى حائز على جائزة في الحديقة المسورة (Walled Garden) في بيرلي وود (Barley Wood) في مدينة رينغتون (Wrington) في ولاية سومرست، وهذا المقهى يعمل فيه مجموعة من الطباخين. ويقدم المقهى مأكولات يشتريها من موردين محليين منهم ألبان تريثووانس (Trethowans Dairy) وشاي لاهلو (Lahloo Tea) وخبز مارك المصنع في بدمينستر، بريستول (Bedminster, Bristol). إلا أن أغلب المأكولات المقدمة في المقهى مصدرها من الحديقة المسوّرة الجميلة التي يوجد فيها المقهى. ويقدم المقهى عصير التفاح أيضًا ويباع هناك. وفي فبراير عام 2011م، ظهر مقهى الإيثيكوريان في البرنامج التلفزيوني النادي السري للعشاء (The Secret Supper Club) على القناة الرابعة. وفي أكتوبر عام 2011م، فاز المقهى بـجائزة مراقب المأكولات الشهري (Observer Food Monthly) لأفضل مطعم يحافظ على الأخلاقيات في المملكة المتحدة.